# 41. Turniej Czterech Skoczni
41. Turniej Czterech Skoczni był częścią Pucharu Świata w skokach narciarskich w sezonie 1992/1993. Rozgrywany był od 30 grudnia 1992 do 6 stycznia 1993.
Turniej wygrał  Andreas Goldberger.

## Oberstdorf
Data: 30 grudnia 1992

Państwo:  Niemcy

Skocznia: Schattenbergschanze

### Wyniki konkursu
| Poz. | Imię i nazwisko    | Narodowość | Punkty |
| ---- | ------------------ | ---------- | ------ |
| 1.   | Christof Duffner   | Niemcy     | 237,7  |
| 2.   | Andreas Goldberger | Austria    | 237,4  |
| 3.   | Noriaki Kasai      | Japonia    | 230,3  |
| 4.   | Masahiko Harada    | Japonia    | 228,3  |
| 5.   | Werner Rathmayr    | Austria    | 222,5  |
| 6.   | Jaroslav Sakala    | Czechy     | 218,7  |
| 7.   | Jens Weißflog      | Niemcy     | 218,3  |
| 8.   | Matjaž Kladnik     | Słowenia   | 215,9  |
| 9.   | Nicolas Jean-Prost | Francja    | 213,9  |
| 10.  | Matjaž Zupan       | Słowenia   | 212,0  |

## Garmisch-Partenkirchen
Data: 1 stycznia 1993

Państwo:  Niemcy

Skocznia: Große Olympiaschanze

### Wyniki konkursu
| Poz. | Imię i nazwisko    | Narodowość | Punkty |
| ---- | ------------------ | ---------- | ------ |
| 1.   | Noriaki Kasai      | Japonia    | 220,8  |
| 2.   | Jens Weißflog      | Niemcy     | 219,4  |
| 3.   | Andreas Goldberger | Austria    | 216,5  |
| 4.   | Ivan Lunardi       | Włochy     | 228,3  |
| 5.   | Werner Rathmayr    | Austria    | 222,5  |
| 6.   | Andreas Scherer    | Niemcy     | 218,7  |
| 7.   | Matjaž Zupan       | Słowenia   | 218,3  |
| 8.   | Vesa Hakala        | Finlandia  | 215,9  |
| 9.   | Masahiko Harada    | Japonia    | 213,9  |
| 10.  | Werner Haim        | Austria    | 212,0  |

## Innsbruck
Data: 4 stycznia 1993

Państwo:  Austria

Skocznia: Bergisel

### Wyniki konkursu
| Poz. | Imię i nazwisko    | Narodowość | Punkty |
| ---- | ------------------ | ---------- | ------ |
| 1.   | Andreas Goldberger | Austria    | 229,8  |
| 2.   | Jaroslav Sakala    | Czechy     | 217,3  |
| 3.   | Noriaki Kasai      | Japonia    | 212,5  |
| 4.   | Werner Haim        | Austria    | 198,7  |
| 5.   | Masahiko Harada    | Japonia    | 195,5  |
| 6.   | Dieter Thoma       | Niemcy     | 194,8  |
| 7.   | Didier Mollard     | Francja    | 193,0  |
| 8.   | Jiří Parma         | Czechy     | 192,7  |
| 9.   | Werner Rathmayr    | Austria    | 192,0  |
| 10.  | Christof Duffner   | Niemcy     | 191,3  |

## Bischofshofen
Data: 6 stycznia 1993

Państwo:  Austria

Skocznia: Paul-Ausserleitner-Schanze

### Wyniki konkursu
| Poz. | Imię i nazwisko    | Narodowość | Punkty |
| ---- | ------------------ | ---------- | ------ |
| 1.   | Andreas Goldberger | Austria    | 237,1  |
| 2.   | Noriaki Kasai      | Japonia    | 235,1  |
| 3.   | Didier Mollard     | Francja    | 227,3  |
| 4.   | Vesa Hakala        | Finlandia  | 221,8  |
| 5.   | Jaroslav Sakala    | Czechy     | 221,1  |
| 6.   | Jens Weißflog      | Niemcy     | 217,5  |
| 7.   | Christof Duffner   | Niemcy     | 211,1  |
| 8.   | Martin Höllwarth   | Austria    | 210,3  |
| 9.   | Franci Petek       | Słowenia   | 209,7  |
| 10.  | Heinz Kuttin       | Austria    | 208,7  |

## Klasyfikacja generalna
| Poz. | Skoczek            | Kraj      | Punkty |
| ---- | ------------------ | --------- | ------ |
| 1.   | Andreas Goldberger | Austria   | 920,8  |
| 2.   | Noriaki Kasai      | Japonia   | 898,7  |
| 3.   | Jaroslav Sakala    | Czechy    | 854,6  |
| 4.   | Masahiko Harada    | Japonia   | 828,4  |
| 5.   | Vesa Hakala        | Finlandia | 823,4  |
| 6.   | Christof Duffner   | Niemcy    | 818,9  |
| 7.   | Werner Haim        | Austria   | 816,7  |
| 8.   | Jens Weißflog      | Niemcy    | 814,7  |
| 9.   | Werner Rathmayr    | Austria   | 799,8  |
| 10.  | Heinz Kuttin       | Austria   | 799,7  |